# Хор-Аха
Хор-Аха (грец. Атотіс I) — фараон I династії Раннього царства Стародавнього Єгипту, в сучасній єгиптології найчастіше саме він вважається справжнім об'єднувачем Верхнього і Нижнього Єгипту, а також засновником Мемфіса. Найімовірніше, був спадкоємцем Нармера і ідентичний Менесу, про якого повідомляють Манефон і старогрецькі автори. Альтернативна точка зору стверджує, що Хор-Аха був сином Менеса, відомого також під ім'ям Нармер.
Невирішеність питання про особу Хор-Аха породжує нові дискусії з приводу хронологічних рамок процесу об'єднання Єгипту. Традиційно вважається, що воно сталося при Нармері або при Менесі. В усякому разі, староєгипетське літописання бере свій початок саме з часу правління Хор-Аха. Сходження Хор-Аха на престол датується 3118, 3100 або 3007 до н. е.

## Діяльність Хор-Аха
Як вважають, на підставі археологічних даних, на правління Хор-Аха припадає початок давньоєгипетського літописання, оскільки почалося літочислення за роками (кожен рік одержував особливу назву за примітними подіями), що знайшло своє відображення в літописі Палермського каменю.
Хор-Аха вів війни в Нубії, найменування одного з його років царювання звучить як «поразка й взяття сетіу (Нубії)». Інші найменування років свідчать про мирне правління Хор-Аха і зводяться до святкувань, виготовлення ідолів богів, відвідування храмів. Можливо, що цей фараон воював також і з лівійцями, на що може вказувати табличка зі слонової кістки із зображенням полонених лівійців. Однак, читання розміщених тут ієрогліфів як ім'я «Мина» залишається спірним.
Якщо погодитися з тим, що Хор-Аха був сином Нармера і Нейтхотеп, то його претензії на владу, як над Верхнім, так і над Нижнім Єгиптом були обґрунтовані правами переможця і спадкоємця, і хоча створюється враження, що не всі жителі Півночі були згодні підкорятися його владі, велика частина країни була все-таки підлегла йому, і як єгиптяни, так і лівійці шанували його і платили данину.

## Будівництво за Хор-Аха
У Нагаді збереглася гробниця, що, ймовірно, була побудована за Хор-Аха для своєї матері Нейтхотеп (Нейт-хатпі, букв. «Нейт задоволена»), на користь чого каже той факт, що в цій гробниці поряд з ім'ям фараона виявлене також і її ім'я. Крім ймовірної гробниці Нейтхотеп, збереглися ще дві великих будівлі цього царя (в Абідосі і Саккарі). Можливо, вони будувалися як його північна і південна гробниці і дали початок традиції фараонів Раннього й особливо Стародавнього царства будувати подвійні гробниці, що символізували рівноправність Верхнього і Нижнього Єгипту. Абідоська гробниця, найбільша в північно-західній групі гробниць, була приписана Хор-Аха згідно з предметами, знайденими під час розкопок. Як і всі архаїчні гробниці в Абідосі, тут надземна частина також майже цілком розвалилася, а збереглося лише велике приміщення, вирите в ґрунті й обкладене рядами цегли. В підлозі цього підземного приміщення знайдено отвори для дерев'яних стовпів, що, очевидно, підтримували дах гробниці. Загальні розміри монумента, включаючи товсті підпірні стінки, становлять 11,7 — 9,4 м. У маленькій гробниці, що прилягає до цієї гробниці була знайдена невелика золота пластинка. На ній вигравіюване ім'я Хор-Аха, але її призначення так і залишається незрозумілим.
Північна гробниця в Саккарі являє собою набагато більш велике і претензійне спорудження; хоча по величині вона поступається гробниці цариці Нейтхотеп, але подібна з нею за загальним оформленням. Вона більш вишукана і виявляє ознаки подальшого розвитку в основному завдяки підземній усипальниці, що складається з великої прямокутної ями, висіченої в гравії й у скелі, і розділена перехресними стінами на п'ять відособлених приміщень. Ці підземні приміщення були зверху перекриті дерев'яним дахом, а вище, уже на рівні ґрунту, було зведено велике прямокутне надземне приміщення з цегли, порожнє зсередини і розділене на двадцять сім комор чи сховищ для додаткових похоронних реквізитів. Зовнішні стіни будівлі були прикрашені панелями з поглибленнями. Уся споруда була оточена двома стінами, а його розміри досягали 48,2×22 м. На північній стороні гробниці знаходився цілий ряд моделей будинків і велика могила для човна, оброблена за допомогою цегельної кладки. Могила для човна з самого початку містила в собі дерев'яний «сонячний човен», у якому дух великого царя міг подорожувати разом з небесними богами, перетинаючи небеса вдень, а вночі пливучи підземним царством.
Як в Абідосі, так і в Саккарі були виявлені предмети з ім'ям Хор-Аха. В основному це дерев'яні ярлики і глиняні печатки на посудинах. Що ж стосується гробниці в Саккарі, те там були знайдені сотні горщиків, на кожному з яких стояло царське ім'я і вказувався вміст.
З Нагади й Абідосу до нас дійшли дрібні предмети зі слонової кістки і ярлики з ім'ям Бенер-Іб, що, можливо, перекладалось як «Солодкий серцем». Гробниця цієї приватної особи була виявлена в північно-західній групі усипальниць некрополя в Абідосі поблизу споруди, приписуваної Хор-Аху, а тому не виключено, що Бенер-Іб насправді була жінкою, і навіть, можливо, дружиною цього царя.